# Kirche von Naantali

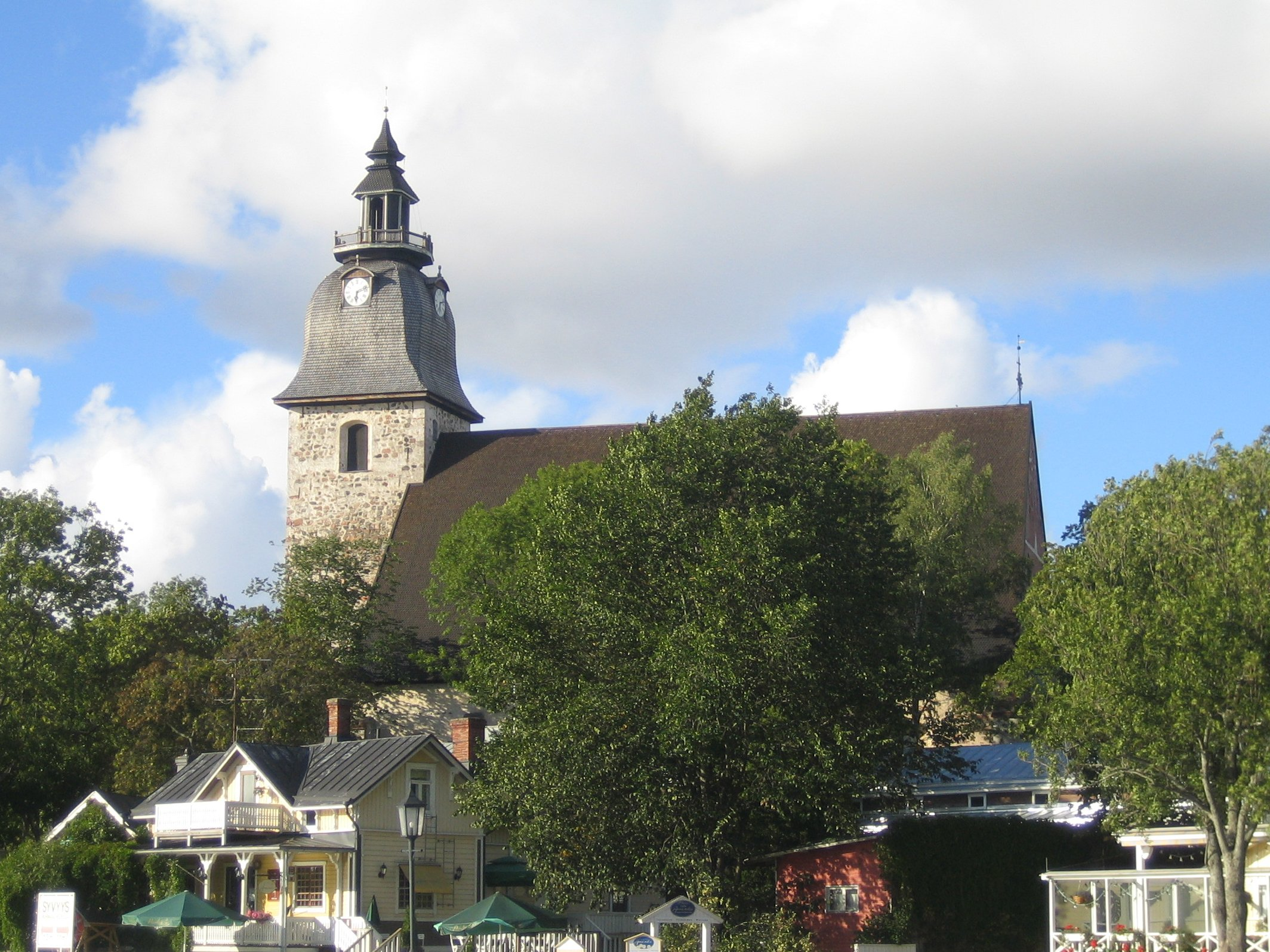
Die Kirche von Naantali

Die Kirche von Naantali ist eine mittelalterliche Steinkirche in der Stadt Naantali im Südwesten Finnlands. Die Kirche entstand gegen Ende des 15. Jahrhunderts als Klosterkirche und ist der Jungfrau Maria, dem Hl. Johannes dem Täufer, der Hl. Anna und der Hl. Birgitta geweiht. Heute dient sie als Kirche der evangelisch-lutherischen Kirchengemeinde Naantali.

## Geschichte
Die Kirche von Naantali war ursprünglich die Kirche des Birgittenklosters Vallis Gratiae („Gnadental“), das gleichzeitig mit der Stadt Naantali im Jahr 1443 gegründet wurde. 1462 wurde das Kloster geweiht. Als erste Klosterkirche diente ein 27 × 15 m großer Holzbau, dessen Fundamente 1963/64 bei archäologischen Grabungen unter der heutigen Kirche gefunden wurden. Die heutige Steinkirche dürfte nach 1480 oder 1490 entstanden sein.
Nach der Einführung der Reformation ging das Kloster 1556 in den Besitz des Staats über. Nachdem die letzte Nonne 1591 gestorben war, wurde das Kloster geschlossen und Anfang des 17. Jahrhunderts abgerissen. Nur die Kirche blieb als einziger Überrest des Klosters bestehen und diente fortan als lutherische Stadtkirche von Naantali.

## Baubeschreibung

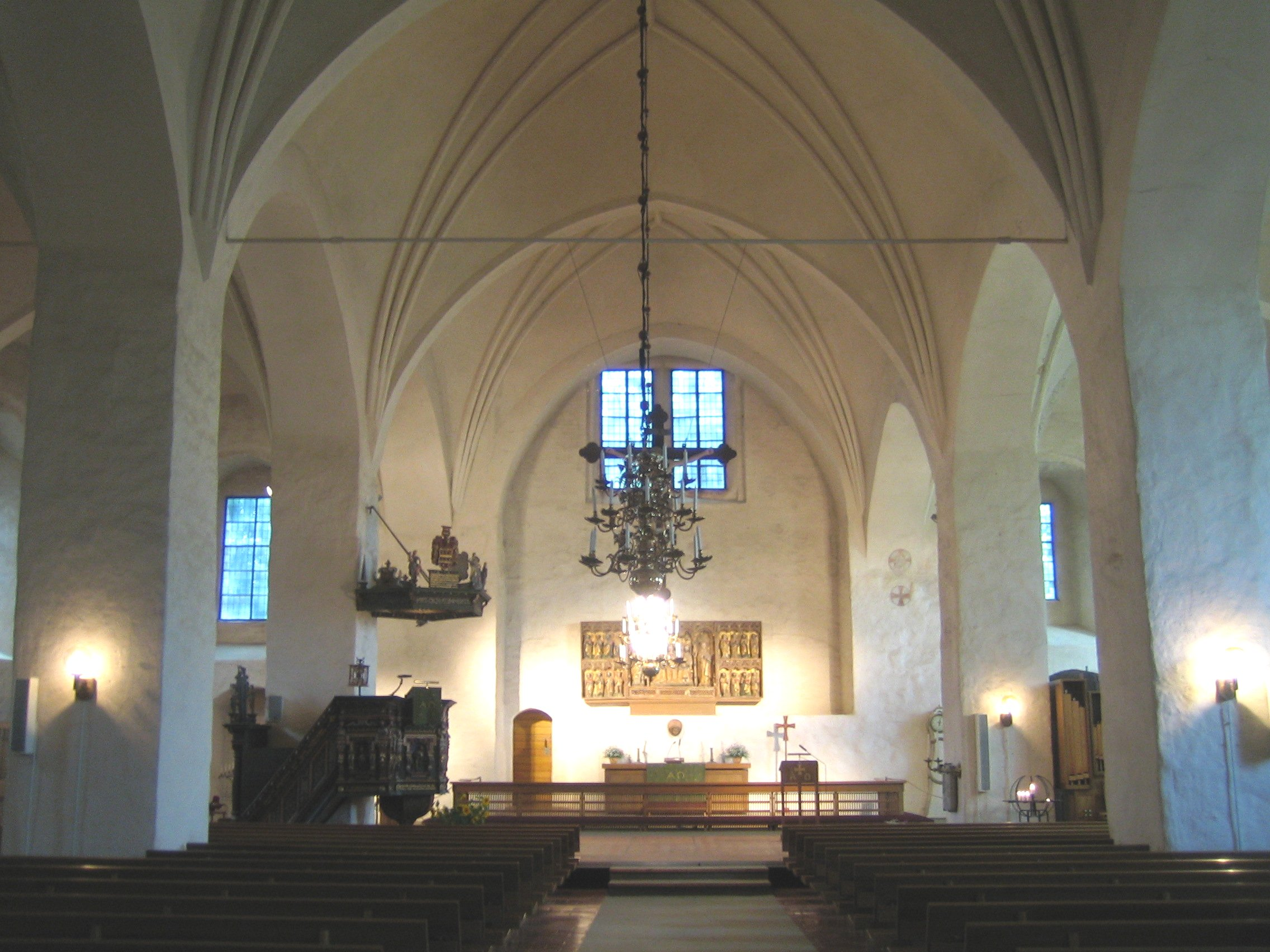
Innenraum der Kirche von Naantali

Trotz mehrerer Restaurierungen und Anbauten ist die Kirche von Naantali recht gut in ihrer mittelalterlichen Baugestalt erhalten geblieben. Unter den mittelalterlichen finnischen Kirchen sticht die Kirche von Naantali durch ihre Größe hervor: Mit seinen Ausmaßen von 43,5 × 28,5 Metern ist das dreischiffige Langhaus das größte im Mittelalter in Finnland erbaute Langhaus. Allerdings wird es vom Innenraum des Doms von Turku samt Chor und Seitenkapellen übertroffen. Die ursprünglichen mittelalterlichen Gewölbe waren bei einem Brand im Jahr 1628 in Mitleidenschaft gezogen worden und wurden daher 1864–67 komplett erneuert.
Der Grundriss der Kirche ist verhältnismäßig ungewöhnlich: Während bei den meisten mittelalterlichen finnischen Kirchen Sakristei und Waffenhaus an den Längsseiten der Kirche angebaut sind, befindet sich bei der Kirche von Naantali die sogenannte Nonnensakristei an der östlichen Schmalseite. An der Westseite ist der sogenannte Mönchschor aus Backstein angebaut. Oberhalb des Mönchschors erhebt sich der 1794–97 erbaute Kirchturm.